# The Correct Use of Soap
The Correct Use of Soap ist das dritte Album der britischen Post-Punk-Band Magazine. Das Album wurde im April 1980 von Virgin Records veröffentlicht.

## Entstehungsgeschichte
Magazine begannen nach der Tournee für das Vorgängeralbum Secondhand Daylight das Jahr 1980 mit einer Peel-Session. Zum Set dieses Auftrittes gehörten die bis zu diesem Zeitpunkt unveröffentlichten Lieder Look What Fear Has Done to My Body, Twenty Years Ago, A Song from Under the Floorboards und Model Worker. Drei dieser Titel wurden später für das Album im Studio verwendet, Look What Fear Has Done to My Body wurde auf dem Album mit dem Titel Because You’re Frightened eingespielt.
Zunächst wollte die Band lediglich drei Singles in schneller Folge veröffentlichen, um nach den durchwachsenen Kritiken für das letzte Album Aufmerksamkeit zu erzeugen. Bereits im Juni 1979 wurde mit Hannett, der mit Devoto bereits die Buzzcocks-EP Spiral Scratch produziert hatte, das Sly-&-the-Family-Stone-Cover Thank You (Falettinme Be Mice Elf Agin) eingespielt. Die anderen neun Titel spielte die Band im Januar und Februar in unterschiedlichen Studios in London ein. Die Abmischung erfolgte in den Britannia Road Studion, in denen Hannett nach dem Mix für The Correct Use of Soap für Joy Division das Album Closer produzierte. Der Albumtitel geht auf eine Zeile aus dem Lied Twenty Years Ago zurück: „Twenty years ago I used your soap“.
A Song from Under the Floorboards wurde im Februar 1980 mit Twenty Years Ago auf der B-Seite als Single veröffentlicht, verpasste aber den Eintritt in die UK-Charts. Thank You (Falettinme Be Mice Elf Agin) mit The Book als B-Seite folgte einen Monat später. Als dritte Single wurde Upside Down mit einer von Hannett im Juni 1979 produzierten Neuaufnahme des auf dem Vorgängeralbum enthaltenen The Light Pours out of Me als B-Seite veröffentlicht.
John McGeoch verließ nach der Veröffentlichung des Albums die Band im Juli 1980 und schloss sich Siouxsie and the Banshees an. Dave Formula, Barry Adamson und McGeoch waren an den Aufnahmen zum Debütalbum des Studioprojektes Visage beteiligt. Formula und Adamson waren zeitweilig in beiden Bands engagiert. Für eine Welttournee zum Album verpflichteten Magazine den ehemaligen Gitarristen der Band Ultravox, Robin Simon.

## Titelliste
Die Lieder wurden von Magazine komponiert, wenn nicht anders angegeben. Die Texte schrieb Howard Devoto.
1. Because You’re Frightened – 3:54
2. Model Worker – 2:51
3. I’m a Party – 3:01
4. You Never Knew Me – 5:23
5. Philadelphia – 3:54
6. I Want to Burn Again – 5:16
7. Thank You (Falettinme Be Mice Elf Agin) (Sylvester Stewart) – 3:48
8. Sweetheart Contract – 3:18
9. Stuck – 4:04
10. A Song from Under the Floorboards – 4:07

Auf einer 2007 remasterten Ausgabe sind zusätzlich die nicht auf dem Album verwendeten Titel der Singles aus der Zeit der Veröffentlichung des Albums enthalten:
1. Twenty Years Ago – 3:03
2. The Book – 2:22
3. Upside Down – 3:47
4. The Light Pours out of Me (Howard Devoto / John McGeoch / Pete Shelley) – 3:28

## Schallplattencover
Das Coverdesign übernahm der britische Grafikdesigner Malcolm Garrett, ein Studienkollege von Peter Saville an der polytechnischen Hochschule in Manchester und Gründer sowie Direktor der Firma Assorted iMaGes. Garrett und seine Firma designten zahlreiche Schallplattencover, unter anderem für die in den 1980er Jahren erfolgreichen Simple Minds, Duran Duran und Peter Gabriel.

## Veröffentlichung und Charterfolg
Virgin Records veröffentlichte das Album im April 1980. Das Album stieg Anfang Mai auf Platz 28 in die britischen Albumcharts ein, hielt sich jedoch nur 4 Wochen.
In Kanada wurde das Album von PolyGram unter dem Titel An Alternative Use of Soap mit einer alternativen Reihenfolge der Titel veröffentlicht. Statt des Liedes Model Worker wurde die Neuaufnahme von The Light Pours out of Me für diese Ausgabe verwendet.

## Rezeption
Die Musikpresse fand überwiegend positive Kritiken. Insbesondere für die britische Musikpresse gilt „The Correct Use of Soap“ als das Schlüsselalbum von Magazine. Der britische NME sah in dem Album „eine lebhafte Betrachtung eines Geistes, in dem Empfindung synonym zu Analytik und dem Abstreifen von Hemmungen steht – ein Ereignis, welches sorgfältige Aufmerksamkeit verdient.“ („the album [is] a vivid examination of a mind in which sensation is synonymous with analysis and the shedding of inhibitions – an event which merits meticulous attention.“) Die britische Fachzeitschrift Sounds hält das Album für „eine großartige Platte, eine auf brillante Art abgerundete und vollständige Zusammenstellung von Liedern“ („a magnificent record, a brilliantly rounded and complete set of songs“).
Das von Fjodor Dostojewskis Aufzeichnungen aus dem Kellerloch inspirierte A Song from Under the Floorboards (Lied aus dem Kellerloch) wurde mehrfach, u. a. von den Simple Minds und von Morrissey gecovert.